# Tiempo sin verte
«Tiempo sin verte» es una canción de la cantautora colombiana Shakira. Fue lanzada el 22 de marzo de 2024, como parte de su álbum Las mujeres ya no lloran (2024).
Según Shakira, la canción tiene un sonido «muy suyo» marcando influencias del rock, pop y letras románticas.

## Antecedentes y lanzamiento
La canción fue revelada oficialmente cuando Shakira anunció los títulos de las canciones inéditas de la lista de canciones de Las mujeres ya no lloran. El 14 de marzo, Shakira publicó un vídeo de vista previa de la canción en sus redes sociales, en el que se mostraban fotos de ella con un vestido azul trenzado. El adelanto provocó entusiasmo entre sus fans, quienes elogiaron la canción calificándola como «una de las favoritas del álbum» y «un himno», entre otras cosas.

## Recepción

### Comentarios de la crítica y medios
Andrea Romero de Los 40 describió la melodía de la canción como que «recuerda mucho a las primeras canciones pop» que Shakira lanzó en los años 90, característica también señalada por la Editorial NTN24, al tiempo que la resume como «la canción que refleja su esencia más pura». Blanca López de Cadena 100 comentó que Shakira retoma los ritmos de sus discos Sale el sol (2010) y El dorado (2017) con la canción. Daniel Ospina de Infobae destacó que «Tiempo sin verte» podría ser «uno de los temas más optimistas y románticos» del álbum. Pablo Gil de El Mundo tomó nota de que la canción sonaba «vieja» y la llamó un guiño a los fans de la música más antigua de Shakira. Los escritores de Billboard reflexionaron sobre cómo la canción regresa «al sonido pop rock que caracterizó a Shakira a principios de los 90s», escribieron su «pista alternativa contundente fusionada con sutiles melodías de baile» y al mismo tiempo destacaron su «potente voz rockera».

## Música y letra
Musicalmente, «Tiempo sin verte» es una canción de pop y rock con elementos de sonidos de canciones de los 80s y 90s. Líricamente, «Tiempo sin verte» alude a una relación romántica pasada, que se hace creer que es por un romance vivido tras su ruptura con su expareja, o sobre un nuevo novio que tiene.

## Audio
Un video de audio se subió a YouTube en el canal oficial de Shakira el 22 de marzo de 2024, junto con otros videos de audios de las canciones con el lanzamiento de Las mujeres ya no lloran (2024).